# Frédéric des Deux-Ponts (1557-1597)
Frédéric  des Deux-Ponts Vohenstrauss-Parkstein (allemand : Friedrich von Zweibrücken-Vohenstrauss-Parkstein) (né le 11 avril 1557 - mort le 17 décembre 1597) de la maison de Palatinat-Deux-Ponts est Palatin des Deux-Ponts-Vohenstrauß-Parkstein de 1569 à sa mort.

## Biographie
Frédéric nait à Meisenheim en 1557 il est le 4e fils de Wolfgang de Deux-Ponts. Après la mort de leur père en 1569, Frédéric et ses frères partagent leur patrimoine : Frédéric reçoit un domaine constitué dans le duché de Neubourg autour de Vohenstrauß. Frédéric meurt, sans descendance, au château de Friedrichsbourg en 1597, il est inhumé à Lauingen et son domaine revient à son frère aîné Philippe Louis de Neubourg.

## Union et postérité
Frédéric épouse le 26 février 1587 Catherine-Sophie de Legnica (née le 7 août 1561 - 10 mai 1608), fille du duc Henri XI de Legnica, ils ont trois enfants qui meurent dans l'enfance :
- Anne Sophie (25 novembre 1588 - 21 mars 1589)
- Georges Frédéric (8 mars 1590 - 20 juillet 1590)
- Frédéric Casimir (8 mars 1590 - 16 juillet 1590)